# Сади-1 (зупинний пункт)
Сади-1 — пасажирський залізничний зупинний пункт Полтавської дирекції Південної залізниці.
Розташований біля Садового товариства «Дніпро-1», Світловодський район, Кіровоградської області на лінії Бурти — Рублівка між станціями Світловодськ (8 км) та Рублівка (21 км).
Станом на березень 2020 року щодня три пари дизель-потягів прямують за напрямком Бурти/Світловодськ — 27 км.